# Clasina Albertina Kluyver
Clasina Albertina Kluyver (ook geschreven als Kluijver) (Breda, 23 september 1884 – Den Haag, 7 oktober 1974) was een Nederlands feministe, administrateur en raadsadviseur honorair aan het departement van Buitenlandse zaken. Ze was het eerste vrouwelijke delegatielid van Nederland bij de Volkenbond.

## Biografie
Kluyver werd geboren in Breda als oudste dochter van Jan Cornelis Kluyver en Marie Honigh. In Leiden, waar haar vader hoogleraar wiskunde was aan de Leidse universiteit, bezocht ze een hogereburgerschool voor meisjes. Daarnaast volgde ze als toehoorder Latijn en Grieks aan het gymnasium. In 1902 behaalde ze het eindexamen hbs-b. Aanvankelijk studeerde ze medicijnen in Leiden, maar in 1904 deed ze kandidaatsexamen in de plant- en dierkunde. In 1906 behaalde ze alsnog het kandidaatsexamen in de medicijnen.
Net als haar moeder was Kluyver actief in de Vereeniging voor Vrouwenkiesrecht, ze was lid van het hoofdbestuur en hield spreekbeurten. Op 17 oktober 1907 trad ze in het huwelijk met jhr. Benjamin de Jong van Beek en Donk (1881-1948), die werkzaam was op het ministerie van Justitie. Via haar echtgenoot raakte Clasina actief betrokken bij de internationale vredesbeweging. Voor de Leidse Vereeniging van vrouwelijke Studenten hield zij in 1909 een lezing over dit onderwerp.
Van 1910 tot 1914 was ze secretaris van het dagelijkse bestuur van de Nationale Vrouwenraad van Nederland (NVR). Ze was lid van de Vrijzinnig-Democratische Bond (VDB), schreef columns voor diens weekblad 'De Zuid-Hollander' en zat zelfs een aantal jaren in het hoofdbestuur van deze progressief-liberale politiek partij.
Nadat haar man het initiatief had genomen tot de oprichting van de Nederlandsche Anti-Oorlog Raad (NOAR) waarvan hij ook secretaris werd, werd Kluyver in 1914 benoemd tot hoofd van het bureau en plaatsvervangend secretaris. In de 1915 nam ze deel aan het vredesinitiatief van de Amerikaanse automobielfabrikant Henry Ford.
Naast het streven naar de wereldvrede bleef Kluyver zich ook actief inzetten voor het verbeteren van de positie van vrouwen in de maatschappij. In 1917 hield ze voor het Nationaal Congres van het Nederlands Comité van Vrouwen voor duurzame vrede de voordracht “De vrouw en de vredesbeweging in verband met de internationale verhoudingen”.

## Volkenbond
In hetzelfde jaar, 1920, dat haar huwelijk op de klippen liep en met echtscheiding werd ontbonden, werd Kluyver in tijdelijke dienst aangesteld bij de afdeling van het ministerie van Buitenlandse Zaken die zich bezighield met de Volkenbond.
Van 1921 tot 1938, de jaren tussen de twee Wereldoorlogen, maakte ze deel uit van de Nederlandse delegatie in de jaarlijks gehouden Volkenbondsvergadering te Genève. Aanvankelijk was ze secretaris, maar reeds in 1930 werd ze benoemd tot technisch deskundige en vanaf 1932 was ze er plaatsvervangend vertegenwoordiger. Ze was de eerste vrouw die namens Nederland een toespraak hield in de Tweede Commissie van de Volkenbond. In de jaren erna legde ze zich meer en meer toe op sociale en humanitaire aspecten, en dan vooral de ondergeschikte rol van vrouwen op dit vlak.

## Tweede Wereldoorlog
Ondanks de oorlogsdreigementen, welke uiteindelijk zouden leiden tot de Tweede Wereldoorlog, bleef Kluyver geloven in globale wereldvrede. In de maanden na de Duitse inval van Nederland in mei 1940 werd ze door de Duitse sicherheitsdienst opgepakt en verhoord of ze in het bezit was van 'duits-onvriendelijke' literatuur. Haar antwoord hierop was dat Volkenbondgeschriften daartoe geen onderdeel van waren. Na haar vrijlating was ze werkzaam bij Buitenlandse Zaken en Justitie, waar ze vooral vertaalwerk uitvoerde.
In 1942 nam ze ontslag en werd ze assistent van haar mentor, professor Jean Pierre Adrien François, met wie ze voor en tijdens de oorlog ook al mee had samengewerkt. Ze werkte mee aan diens onderzoek voor zijn 'Handboek van het Volkenrecht', waarin ze een belangrijk aandeel had. Na de bevrijding van Nederland mocht Kluyver leiding gaan geven aan de nieuwe afdeling Verenigde Naties bij het ministerie van Buitenlandse zaken.
In april 1946, tijdens de laatste vergadering van de Volkenbond, werd ze gekozen tot rapporteur van de commissie die belast was met de financiële administratieve afwikkeling van de beëindiging van de Volkenbond.